# 卷云

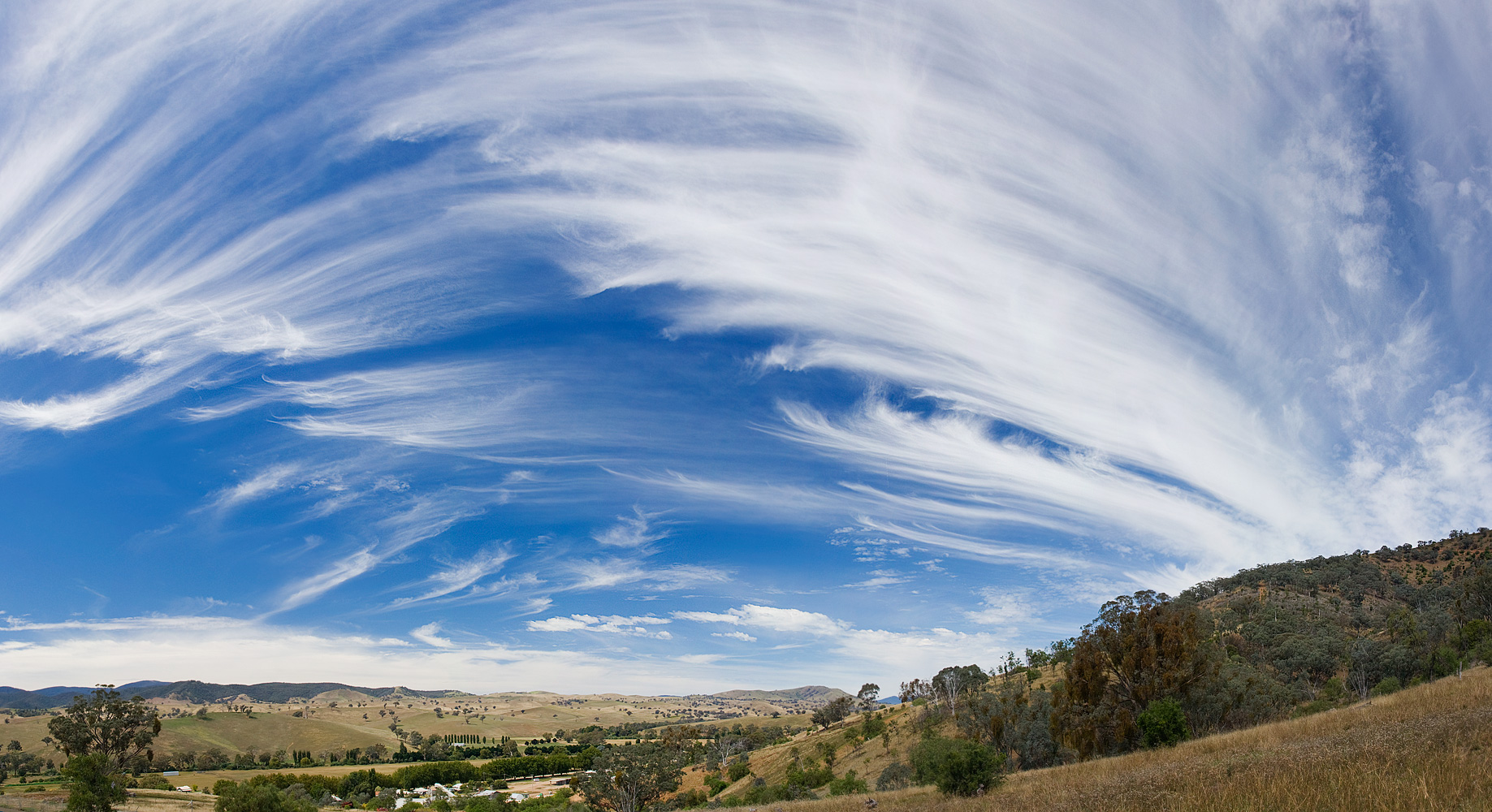
澳大利亚上空的卷云

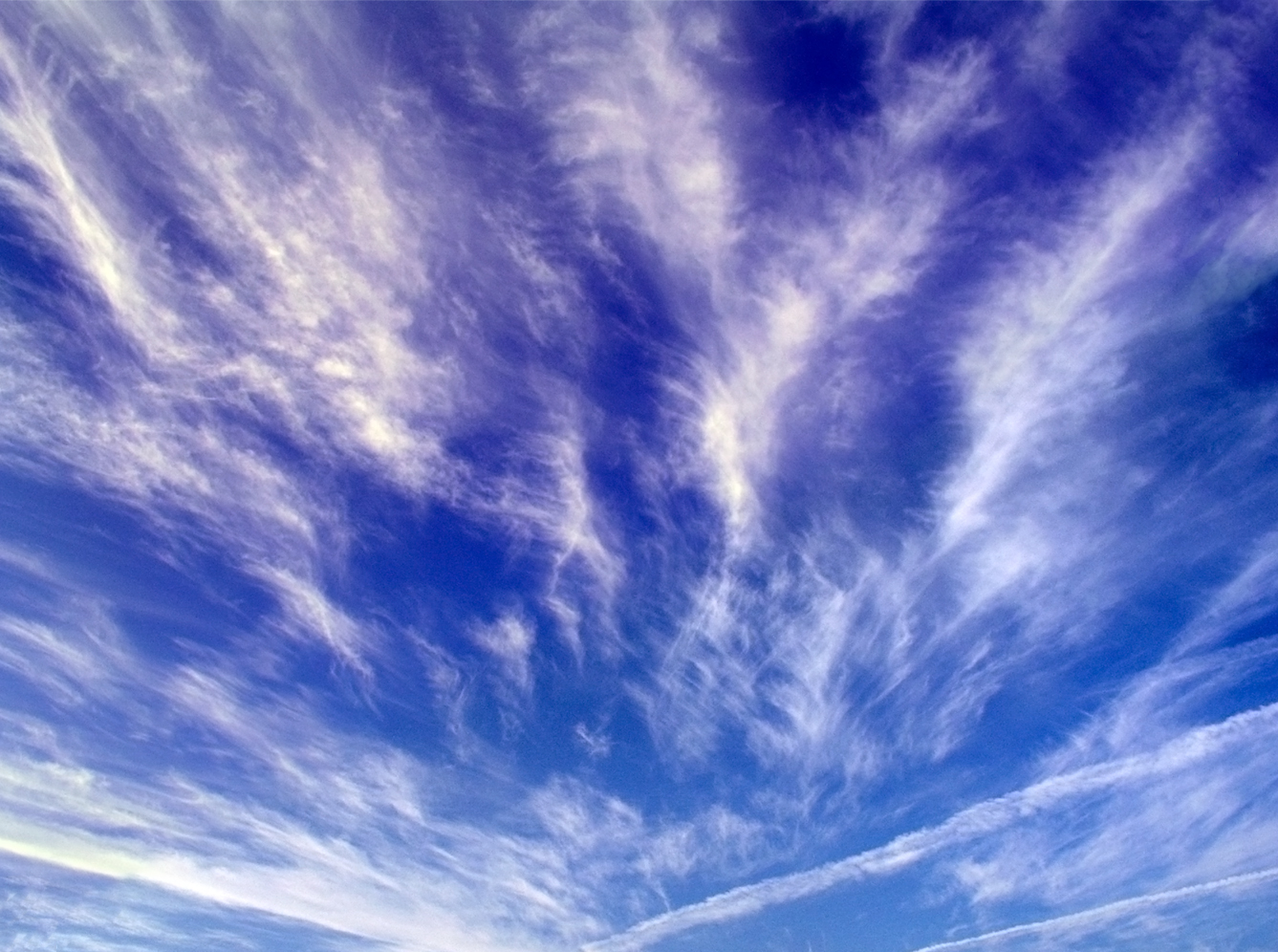
卷云

卷云（拉丁語：Cirrus，符号：Ci）在高空形成，有丝缕结构，柔丝般光泽，色白无暗影，多分离散乱。云体常呈丝条状、马尾状、钩状、片状、砧状等。
卷云主要又可再分为四种云状：
- 毛卷云（Ci fil，Cirrus filosus）：纤细分散，丝缕结构明显，多呈丝条、羽毛、或马尾状。
- 密卷云（Ci dens，Cirrus densus）：云丝密集、聚合成片，中部有时会有暗影，边缘部分其卷云特征明显。
- 伪卷云(Ci not，Cirrus nothus）：由鬃积雨云顶脱离母体而成。云体大且浓密，有时呈砧状。
- 钩卷云（Ci unc，Cirrus uncinus）：云丝平行列，顶端有小钩，或小簇，形似逗号。